# Tetrisia tricolor
Tetrisia tricolor là một loài bướm đêm thuộc họ Noctuoidea. Nó được tìm thấy ở tropical Nam Mỹ.